# DPP6
DPP6‏ (Dipeptidyl peptidase like 6) هوَ بروتين يُشَفر بواسطة جين DPP6 في الإنسان.

## الوظيفة
يُشفِّر هذا الجين بروتينًا غشائيًا أحادي المرور من النوع الثاني، وهو عضو في عائلة S9B في الخلايا الجذعية من إنزيمات السيرين. لا يُظهر هذا البروتين نشاطًا بروتيازيًا يُكشف عنه، ويرجع ذلك على الأرجح إلى غياب بقايا السيرين المحفوظة الموجودة عادةً في المجال التحفيزي لإنزيمات السيرين. ومع ذلك، فإنه يرتبط بقنوات بوتاسيوم محددة ذات بوابات جهدية، ويُغيِّر تعبيرها وخصائصها البيوفيزيائية. وقد وُصِفَت متغيرات الوصل النسخي البديلة، التي تُشفِّر أشكالًا متماثلة مختلفة.